# Gertruda wrocławska (1218/1220-1244/1247)
Gertruda (ur. 1218/1220, zm. w kwietniu między 1244/1247) – księżniczka śląska z dynastii Piastów.
Córka księcia śląskiego, krakowskiego i wielkopolskiego Henryka II Pobożnego oraz Anny, córki króla Czech Przemysła Ottokara I.
W 1234 wyszła za mąż za Bolesława, najstarszego syna Konrada I mazowieckiego. W 1239 jej młodsza siostra Konstancja poślubiła młodszego brata Bolesława, Kazimierza kujawskiego.
Gertruda zmarła w kwietniu między 1244 a 1247. Bolesław po jej śmierci ożenił się z Anastazją bełską. Oba jego małżeństwa pozostały bezdzietne.